# 瑪麗娜·溫莎女勳爵
瑪麗娜·夏洛特·亞歷山德拉·凱薩琳·海倫·溫莎女勳爵（英語：Lady Marina Charlotte Alexandra Katharine Helen Windsor；1992年9月30日—）是一名英國貴族。她是喬治五世的曾孫女、肯特公爵愛德華王子的孫女，但在2008年因接受羅馬天主教會的堅振聖事而被剝奪王位繼承權。

## 早年生活
瑪麗娜·夏洛特·亞歷山德拉·凱薩琳·海倫·溫莎在1992年9月30日出生於劍橋羅西醫院，並以其曾祖母根德公爵夫人瑪麗娜公主的名字命名。她是肯特公爵法定繼承人聖安德魯斯伯爵喬治·溫莎與伯爵夫人西爾瓦娜·托馬塞利的次女，其父母另育有長兄唐帕特里克男爵愛德華·溫莎和幼妹亞美莉亞·溫莎女勳爵。根據母系血緣，瑪麗娜是奧地利托馬塞利家族的後代。
1993年1月21日，瑪麗娜在聖詹姆士宮接受由皇家教堂主任牧師威廉·布思所主持的英格蘭教會儀式洗禮。瑪麗娜的教父母則是拉爾夫·克爾勳爵夫人、凱瑟琳·露絲·潘特爾（Katherine Ruth Panter）、威廉·漢伯利-坦尼森（William Hanbury-Tenison）及薩沙·波克萊夫斯基-科齊爾（Sasha Poklewski-Koziell）。

## 王位繼承權
截至2008年，瑪麗娜在英國王位繼承順序中排名第25順位。她其後與其長兄、母親和祖母一樣，領受羅馬天主教教會的堅振聖事，並因改信天主教而按《1701年嗣位法令》被剝奪王位繼承權。

## 個人生活
瑪麗娜曾就讀於雅士谷聖瑪麗學校，該校是專門招收女子的羅馬天主教寄宿學校。
2010年，瑪麗娜和其兄長與妹妹在《尚流》為赫迪·雅曼擔任模特，但她其後表達了在外交領域而非繼續參與模特工作的意願。
2011年，瑪麗娜出席了劍橋公爵威廉王子與凱薩琳·密道頓的婚禮。
2012年5月，瑪麗娜前往了泰國旅行，並在當地學習了泰拳拳擊。